# Wagner William
Wagner William (São Paulo, 22 de agosto de 1968) é escritor, produtor de TV e jornalista. Ganhou o Prêmio Vladimir Herzog de Anistia e Direitos Humanos com a reportagem O Primeiro Voo do Condor, publicada na Brasileiros (revista)  em dezembro de 2012. Também foi laureado com o Prêmio de Jornalismo e Direitos Humanos em 2021 na Categoria "Especial - Pandemia" pelo livro "A Operação Secreta Etiópia-Maranhão". Tem mais três livros publicados.

## Biografia
Wagner William formou-se em Jornalismo pela Faculdade de Comunicação Social Cásper Líbero em 1989. É autor do livro O Soldado Absoluto – uma Biografia do Marechal Henrique Lott (Editora Record). Obra que lhe valeu uma indicação ao Prêmio Jabuti de Literatura, em 2006. Escreveu também, entre outros trabalhos, o livro Olho  No Lance – Silvio Luiz (Editora Best Seller/Nova  Cultural), uma coletânea de histórias envolvendo o famoso narrador esportivo. 
Em mais de trinta anos de carreira na televisão brasileira, Wagner William passou pelas principais emissoras do país. Começou como estagiário, em 1987, na Rede Globo, onde permaneceu por cinco anos. Foi roteirista e diretor do  programa Nosso Século, no SBT. Lá também trabalhou como redator e produtor do Departamento de Chamadas e Criação Visual. Na Band, foi gerente do Departamento de Vídeos Institucionais e Chamadas. Entre 2007 e 2014, atuou como coordenador de redação e roteiros de chamadas na Record TV. 
Lançou, em março de 2019, o livro Uma mulher vestida de silêncio – a biografia de Maria Thereza Goulart pela Editora Record. No início de 2021, seu novo livro A Operação Secreta Etiópia-Maranhão (Editora Vestígio) chegou às livrarias. Essa obra foi laureada com o XXXVIII Prêmio Direitos Humanos de Jornalismo no mesmo ano.

## Obras
- Olho no Lance - Silvio Luiz (Editora Best Seller / Nova Cultural, 2002) traz histórias de quase cinco décadas sobre rádio, televisão e futebol. A voz de Silvio Luiz está incorporada à vida de milhares de brasileiros, mas, em cinquenta anos de carreira, ele fez muito mais. Começou sua carreira no rádio e esteve presente na televisão desde seus primórdios. Foi o primeiro repórter de campo da televisão; participou da primeira transmissão ao vivo de imagens do Rio de Janeiro para São Paulo; atuou em novelas; trabalhou nos bastidores de marcantes produções na era de ouro da TV Record; foi juiz de futebol; câmera; diretor de TV e jurado, entre muitas outras atividades. Inventou programas revolucionários e criou uma forma peculiar e apaixonada de narrar jogos de futebol, revolucionando a linguagem na transmissão esportiva. O livro revela também os bastidores do futebol com uma imensa quantidade de casos surpreendentes.

- O Soldado Absoluto - uma biografia do Marechal Henrique Lott (Editora Record, 2005) - obra finalista do Prêmio Jabuti. Se não fosse o marechal Henrique Lott, Juscelino Kubitschek jamais teria governado o Brasil. Lott liderou o movimento militar, conhecido como Movimento de 11 de Novembro, para neutralizar a conspiração tramada no interior do governo para impedir a posse de JK. Derrotados por Lott, os conspiradores de 1955 se tornariam os autores do Golpe de 1964. Por isso, ele se tornaria um dos mais esquecidos personagens da história política brasileira do século XX. Nesta biografia, Wagner William resgata a trajetória deste homem, de sua formação rígida nas Escolas Militares até sua atuação nos governos de Getúlio,Juscelino Kubitschek e Jango. Este livro resgata a trajetória desse homem ímpar e exemplo de militar.

- Uma Mulher Vestida de Silêncio - a biografia de Maria Thereza Goulart (Editora Record, 2019). A vida da mais célebre primeira-dama do Brasil com relatos inéditos de seu lado pessoal que se misturam à face política do país. O signo da mudança foi uma constante em sua jornada. De férias em São Borja, Maria Thereza recebeu uma missão: teria que entregar uma correspondência ao empresário e político João Goulart. Quatorze anos depois daquela tarde no interior do Rio Grande do Sul, já casada e com dois filhos pequenos, a senhora Goulart enfrentaria a mudança mais atribulada não apenas de sua vida, como também de todo o país. Da noite para o dia, a bela primeira-dama, a mais jovem da história do país, se viu obrigada a fazer uma mala às pressas e embarcar com duas crianças num avião turboélice que decolou de uma pista improvisada na Granja do Torto, em Brasília, com destino desconhecido. Os militares haviam destituído o presidente João Goulart. Esta partida e tantos outros momentos atribulados da trajetória de Maria Thereza Goulart são descritos minuciosamente. A elegante mulher que, depois do Golpe de 1964, virou alvo de pesadas campanhas difamatórias, teve de encontrar força e altivez para reconstruir a vida ao lado da família no exílio no Uruguai. Impedida de comparecer ao velório da mãe sob a ameaça de ser presa, chorou a perda num cais à margem do rio que separa a Argentina do Brasil; enfrentou o assédio da imprensa até explodir num telegrama destinado ao jornal Diário Carioca e aos colunistas sociais com um recado claro: “me esqueçam”. Quarenta anos depois do pedido, em 2006, Wagner William conseguiu o que parecia improvável e realizou as primeiras entrevistas para a biografia. Personagens emblemáticos da cena política e cultural são apresentados ao longo do livro, como o estilista Dener Pamplona de Abreu, que se tornou uma espécie de consultor de imagem e ensinou a jovem nascida no interior e criada na fazenda a encarar compromissos protocolares. Seus charme e elegância lhe valeram comparações com Jacqueline Kennedy e Grace Kelly A minuciosa descrição do Comício da Central, em 13 de março, coloca por terra qualquer suspeita que poderia haver em relação às inclinações políticas para o comunismo do presidente e da ex-primeira dama. Ao longo de onze anos, Wagner William realizou dezoito entrevistas com a biografada e mais de uma centena com familiares, antigos funcionários e inimigos políticos. Completa o esforço de apuração o acesso aos diários de Maria Thereza, que conferem frescor ao livro, com capítulos batizados com versos de canções emblemáticas.
- A Operação Secreta Etiópia-Maranhão - a guerra dos respiradores no ano da pandemia (Editora Autêntica) - livro ganhador do XXXVIII Prêmio Direitos Humanos de Jornalismo em 2021. Enquanto as notícias vindas da Europa cobriam o planeta de tristeza, a maneira como o Brasil encarava o início da pandemia provocava inúmeras dúvidas sobre qual seria a verdadeira orientação do país no combate ao novo coronavírus. Mesmo assim, no dia 16 de abril de 2020, a manchete do site do jornal Folha de S.Paulo espantava pela incredulidade, despertando surpresa e uma grande curiosidade: “Maranhão comprou da China, mandou para Etiópia e driblou governo federal para ter respiradores – Depois de ter sido atravessado por Alemanha, EUA e governo federal, estado montou operação de guerra”. Por mais que fatos e decisões contraditórias se alternassem em um governo no qual o ministro da Saúde era atacado pelo próprio presidente, a notícia sobre como um pequeno estado brasileiro deu a volta no globo para realizar uma “operação de guerra”, conseguindo abastecer o seu sistema de saúde com os equipamentos mais procurados e desviados em todo o mundo, chamava muito a atenção. O livro A Operação Secreta Etiópia-Maranhão – A guerra dos respiradores no ano da pandemia revela os segredos e os bastidores desse enredo cinematográfico, permeado de intriga e suspense. Como uma sequência de ações – planejadas ou improvisadas – se tornaria um plano bem-sucedido que virou notícia em vários países e salvou a vida de milhares de pessoas?